# Granja Comary
A Granja Comary é o centro de treinamento da Seleção Brasileira de Futebol, localizado no bairro Carlos Guinle em Teresópolis, na região serrana do Rio de Janeiro.

## Histórico
Seu mentor foi o presidente da CBD e CBF almirante Heleno de Barros Nunes, falecido em 1984.
Ocupa um terreno de 149 mil m², com 8,5 mil m² de área construída. Foi inaugurada em 31 de janeiro de 1987, com o então presidente da República José Sarney realizando o corte simbólico da fita inaugural. A primeira Seleção Brasileira a utilizar suas instalações foi comandada por Carlos Alberto Silva e disputou a Copa América de 1987. Entre os jogadores estavam Romário, Dunga e Raí.
Desde então, a Granja serviu de concentração para todas as seleções brasileiras, que se concentraram nela antes da disputa de todas as Copas do Mundo de 1990 a 2018, com exceção de 2006, quando os jogadores convocados iniciaram os treinamentos na Europa.

## Estrutura
Entre janeiro de 2013 e março de 2014, o CT passou por uma reforma antes de receber os jogadores convocados por Luís Felipe Scolari para o Mundial. A remodelação incluiu a substituição dos 22 apartamentos duplos do edifício original por 30 suítes individuais e seis duplas.
Além dos alojamentos, a Granja Comary dispõe de sala de convivência, salão de jogos, academia de ginástica, departamento médico, sala de fisioterapia, barbearia, sala de odontologia, podologia, farmácia, lavanderia, restaurante, três campos de treino, vestiários, ginásio, piscinas, spa e sauna.